# American Derringer
American Derringer Corporation американський виробник вогнепальної зброї розташований в Вако, штат Техас. Компанію створили Роберт А. Сандерс та Елізабет Сандерс в 1980 для виробництва різних деррінджерів та невеликих кишенькових пістолетів.

## Історія

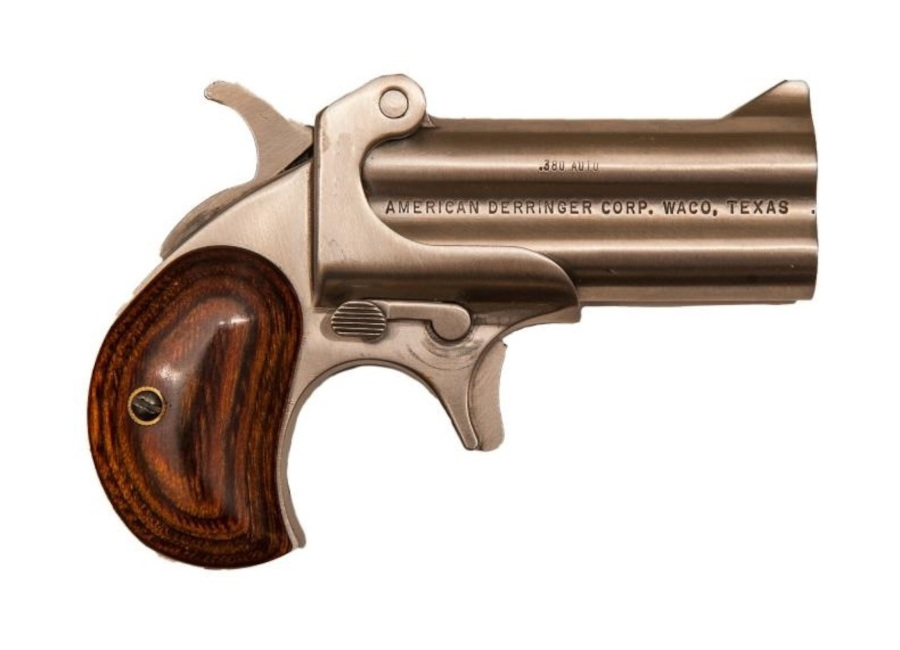
Американський деррінджер.380 ACP калібру Модель 1

Створена в 1980 році компанія American Derringer спеціалізувалася на випуску високоякісних деррінджерів та пістолетів з неіржавної сталі. Першою лінійкою стала Модель 1 Derringer, створена на базі класичного деррінджера Remington Модель 95. Ці сучасні версії з неіржавної сталі випускають в понад 60 калібрах від .22 Long Rifle, до .45 Long Colt та .410 gauge, і навіть .45-70 Government.
В 1989 році компанія American Derringer представили концепцію "Lady Derringer". В результаті Елізабет стала обличчям компанії і почала позувати в провокаційному одязі для календарів, постерів та реклами у збройних журналах. Ця маркетингова кампанія виявилася дуже успішною та призвела до різкого збільшення продажів.

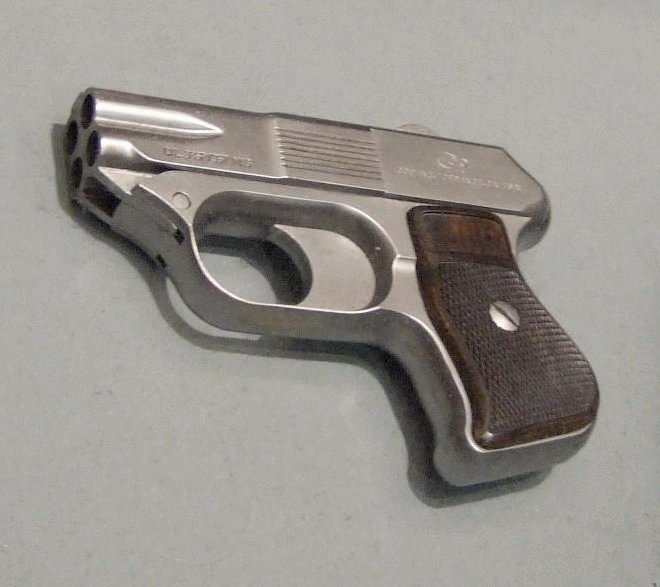
COP .357 Derringer.

В 1990 році компанія American Derringer отримала права на розробку та випуск High Standard Derringer під набій .38 Special. Ці деррінджери отримали назви DS22 та DA38, їх випускають і до тепер. Пістолети є популярними для прихованого носіння. В тому ж році вони представили версію з чотирма стволами подвійної дії COP 357 Derringer та версію під менший калібр MINI COP під набій .22 Magnum, хоча пізніш випуск було припинено.

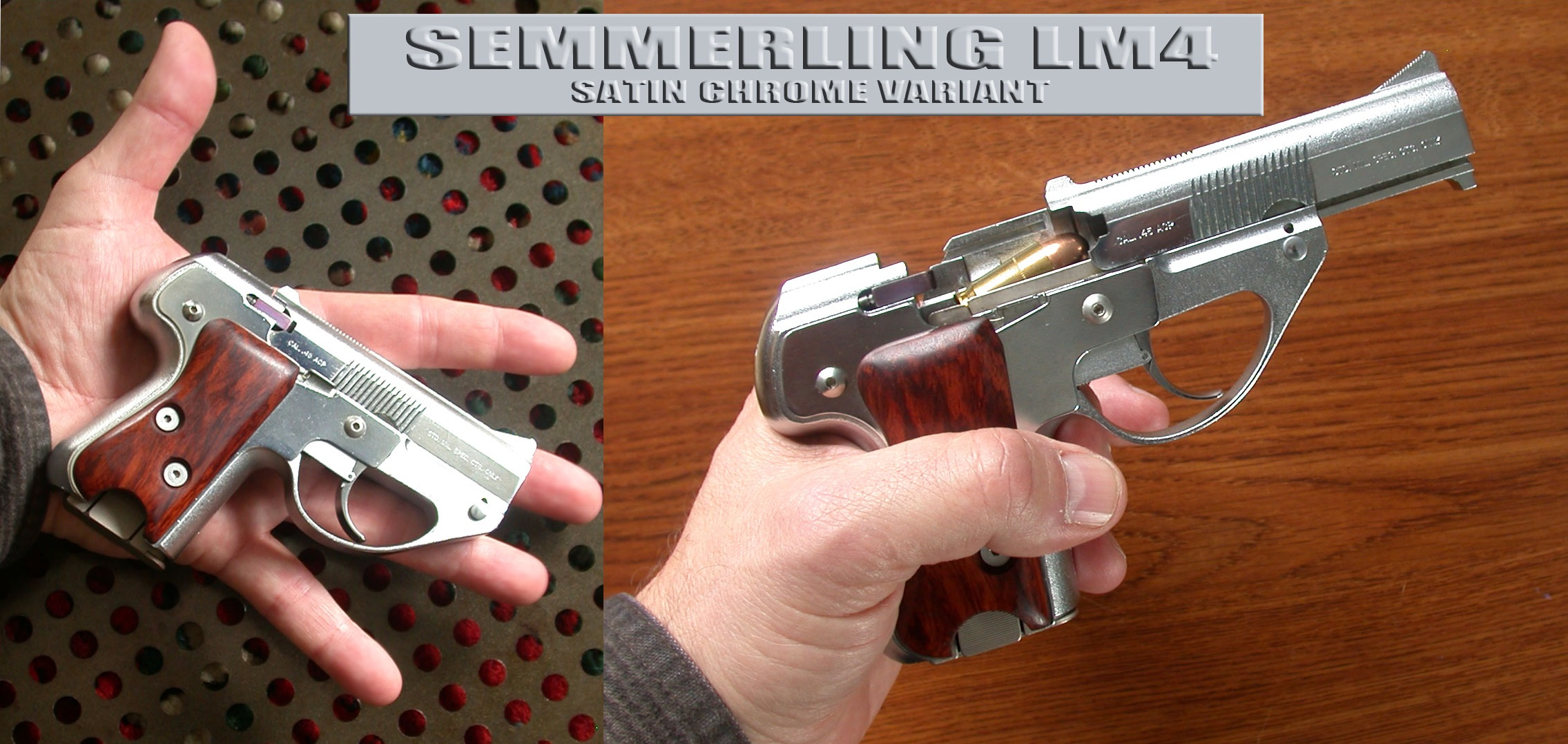
Semmerling LM4

Компанія American Derringer також випускають невеликий самозарядний пістолет LM5, під набої .25ACP та .32 Auto. Пістолет Semmerling LM4 є п'ятизарядним пістолетом подвійної дії під набій .45 ACP.
Компанія American Derringer також випускає Міні-револвьери та пістолет-ручку Stainless Steel Pen Pistol Model 2, який "перетворюється з 'РУЧКИ' на пістолет за 2 секунди", хоча їх також зняли з виробництва.